# Eve Myles

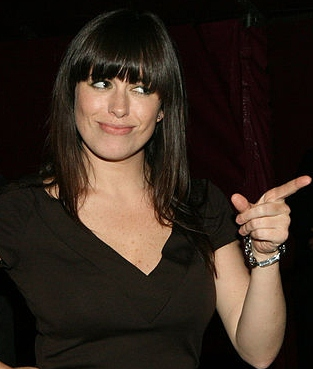
Eve Myles 2007.

Eve Myles, född 26 juli 1978 i Ystradgynlais i Wales, är en walesisk skådespelerska. Hon har framför allt medverkat i ett antal brittiska tv-serier. Hon är bland annat känd för rollen som Gwen Cooper i tv-serien Torchwood. Hon har även varit med i första avsnittet av Merlin.

## Filmografi i urval
- 2000–2009 – Belonging (TV-serie)
- 2005–2008 – Doctor Who (TV-serie) (tre avsnitt)
- 2006–2011 – Torchwood (TV-serie)
- 2008 – Merlin (TV-serie)
- 2008 – Little Dorrit (TV-serie)
- 2009 – En passion för Mr. Lester
- 2011 – Baker Boys (TV-serie)
- 2013 – Frankie (TV-serie)
- 2013 – You, Me & Them (TV-serie)
- 2015 – Broadchurch (TV-serie)